# Брачное чтиво
«Брачное чтиво» — детективная телепрограмма, выходившая с 13 октября 2008 года по 14 октября 2011 года на канале ДТВ. Является российской адаптацией американского реалити-шоу «Cheaters (American TV series)». Закрылась в связи с ребрендингом телеканала ДТВ и вводом нового бренда «Перец». Представляла собой демонстрацию расследования случаев супружеской измены. Программа позиционировалась как детективное реалити, хотя, по некоторым данным, являлась постановкой. Программу вели напарники Григорий Кулагин (настоящая фамилия Ермолаев) и Денис Гребенюк. В первой половине 2010 года некоторые выпуски вели также Владимир Набоков и Ирина Леонова.

## Структура эпизода
Практически все эпизоды происходили по одной схеме — в частное детективное агентство обращался клиент, который подозревал своего супруга или партнёра в измене. Детективы (Служба безопасности) устанавливали наблюдение за объектом, выясняли его распорядок дня, привычки и другие. При этом выявлялись подозрительные контакты. После этого предварительные результаты доводились до клиента, после чего клиент практически всегда соглашался на дальнейшее расследование.
Наступала вторая часть программы — детективы (или служба безопасности) устанавливали скрытые камеры наблюдения (обычно в квартире клиента, в местах пребывания объекта), затем происходила видеосъёмка встречи объекта наблюдения с возможным сексуальным партнёром. Очень часто между ними происходил половой акт, который демонстрировался по телевидению (при этом лица и деликатные части тела кроме голой женской груди при показе размывались, а голос комментатора заявлял: «то, что происходит далее, не требует комментариев»). Затем эта видеоинформация доводилась до клиента, который практически всегда устраивал сцену ревности, которая так же демонстрировалась. После чего Григорий Кулагин пытался получить комментарии от виновной стороны, в то время как Денис Гребенюк пытался найти слова поддержки для потерпевшей стороны. Далее сообщалось о том, к чему привёл факт измены (простила ли потерпевшая сторона виновную сторону). В некоторых выпусках подозрения в измене оказывались необоснованными.

## Брачное чтиво. Путь справедливости
Программа выходила с 2009 года по выходным в 22:00. С лета 2010 года заменила обычное Брачное чтиво и шла каждый день в 22:00. Сценарий такой же, как и в будничных выпусках.
Длина программы была увеличена до 45 минут. Ведущие программы: Григорий Кулагин и Денис Гребенюк.
В этой программе обычно не изменяли, однако выходило, что объект слежки ввязывался в какие-либо истории, связанные с криминалом.
В результате чего привлекали милицию.

## Последующие передачи

### Слежка (2014)
На недолгий период, с 7 по 18 апреля 2014 года, программа была возобновлена с теми же ведущими, что у «Брачного чтива», но под другим названием — «Слежка» и с более расширенным спектром рассматриваемых деяний.

### Опасные связи (2019—настоящее время)
С 15 апреля 2019 года программа вновь возобновлена, но с другими ведущими Дмитрием Рыбиным и Кареном Кочаряном и под другим названием — «Опасные связи». В данной программе расследуются только случаи супружеских измен, встречи с заявителем проходят на улице, как правило, рядом с его домом. Данная программа изначально выходила в двух версиях: в версии 18+, выходящей в эфир после 23:00, присутствуют сцены полового акта, тогда как в версии 16+, выходящей в эфир до 23:00, отсутствуют подобные сцены, а также размывалась и голая женская грудь. В настоящий момент программа выходит в эфир только ночью.
Во 2-м сезоне, премьера которого состоялась 12 августа 2019 года, Карена Кочаряна заменил Денис Гребенюк, который до этого работал ведущим реалити-шоу «Брачное чтиво», «Слежка» и «Охотники за привидениями» (ТВ-3). Это произошло после того, как в мае того же года ведущего Карена Кочаряна избил уличённый в измене муж участницы проекта.
В 11-м сезоне, премьера которого состоялась 23 сентября 2024 года, Дениса Гребенюка заменил психолог-практик и сексолог Дмитрий Гухман.
Производством реалити-шоу «Опасные связи» занимается компания «КР продакшн», которая ранее производила «Брачное чтиво» для ДТВ и «Охотники за привидениями» для ТВ-3.

## Похожие передачи
- С 2011 по 2012 год на украинском телеканале ТЕТ выходило реалити-шоу под названием «Теория измены» (укр. Теорія зради). Производством реалити-шоу «Теория измены» занималась та же компания, которая занималась производством «Брачного чтива».
- С 2013 по 2017 год на польском телеканале «Polsat» выходило реалити-шоу под названием «Zdrady» по формату «Брачного чтива».
- С 29 марта 2019 года по 23 февраля 2021 на телеканале Ю выходило реалити-шоу под названием «Измены». Данное реалити-шоу отличается от «Брачного чтива» тем, что изменщиков жёстко наказывают, а лица подозреваемых не замазываются, откровенные сцены сексуального характера не демонстрируются[14].

## Пародии
23 января 2011 года пародия на телепередачу «Брачное чтиво» была показана в 40-м выпуске юмористического телешоу «Большая разница», выходившего на «Первом канале».